# Leroy Fer
Leroy Johan Fer (Zoetermeer, 5 januari 1990) is een Nederlands voetballer van Curaçaose afkomst die doorgaans als middenvelder speelt. Hij speelde onder andere voor Feyenoord, Queens Park Rangers FC en Swansea City AFC. Fer debuteerde in augustus 2010 in het Nederlands voetbalelftal.

## Clubcarrière

### Jeugd
Fer speelde in de jeugd bij SV DWO uit Zoetermeer, maar daar werd hij al snel ontdekt door Feyenoord, dat het jonge talent naar Rotterdam haalde. In de jeugdopleiding van de volksclub viel Fer algauw in positieve zin op, waardoor hij als A1-speler werd overgeheveld naar Jong Feyenoord. In zijn periode bij de jeugd kreeg Fer zijn bijnaam "De Uitsmijter", omdat jeugdtrainer Jean-Paul van Gastel vond dat de fysiek sterke speler een houding zou hebben van een portier.

### Feyenoord
In seizoen 2007/08 debuteerde Fer in het eerste elftal van Feyenoord. Hij kreeg, nadat er in november diverse spelers geblesseerd raakten bij het eerste elftal, een kans om te spelen in de selectie van Bert van Marwijk. Op 2 december 2007 speelde Fer zijn eerste minuten in het betaald voetbal, als invaller voor Nuri Şahin tegen Heracles Almelo (6-0 winst). Na deze wedstrijd waren de pers en het publiek lovend over de jonge talentvolle jeugdspeler, waarna hij vier dagen later een contractverlenging kreeg voor 4,5 jaar. Zijn eerste doelpunt voor Feyenoord maakte hij tegen NAC Breda, ondanks dat de wedstrijd verloren werd met 3-1. Fer viel op wegens zijn goede spel, waardoor de middenvelder steeds meer speeltijd kreeg. In zijn eerste seizoen speelde hij een totaal van zestien wedstrijden in het eerste elftal en scoorde daarin eenmaal. Tevens won hij dat jaar de KNVB beker met de club.
In seizoen 2008/09 ging Fer voor het eerst Europa in met Feyenoord. Hij debuteerde Europees tegen Kalmar FF op 18 september 2008 (1-0 verlies). De uitwedstrijd werd echter met 2-1 gewonnen door de Rotterdammers, waardoor de club zich plaatste voor de groepsfase van de UEFA Cup. Voor Feyenoord liep die reeks uit op een regelrechte teleurstelling. Alle wedstrijden werden verloren en zodoende eindigde de club als laatste in de groep. Fer was gedurende het seizoen een vaste kracht in het elftal. Hij speelde 32 van de 34 competitiewedstrijden en scoorde daarin zes doelpunten. Zo had hij een belangrijk aandeel in de behaalde zevende plek. In totaal speelde Fer dat seizoen 42 wedstrijden in het eerste elftal.
Seizoen 2009/10 was een beduidend beter seizoen voor de club dan het jaar ervoor. In de competitie werd een vierde plaats behaald en in het bekertoernooi werd de finale bereikt na achtereenvolgens AZ, PSV en FC Twente te hebben uitgeschakeld. De finale werd echter niet als gebruikelijk in een enkel duel in De Kuip gespeeld, maar over twee wedstrijden tegen aartsrivaal Ajax. Na een 2-0 nederlaag in Amsterdam werd ook de return in eigen huis met 4-1 verloren. Door het bereiken van de finale plaatste de club zich wel voor Europees voetbal. Fer speelde 38 wedstrijden voor Feyenoord dat seizoen en scoorde drie doelpunten.
Seizoen 2010/11 was een moeilijk jaar voor zowel Fer als de club. Na een blessure verloor hij zijn basisplaats bij trainer Been, maar uiteindelijk slaagde hij erin die te heroveren. Ook droeg hij diverse malen de aanvoerdersband dat seizoen. Feyenoord eindigde dat seizoen op een teleurstellende tiende plek. 
De voorbereiding op seizoen 2011/12 stond voor Fer in het teken van een mogelijke overgang naar FC Twente. Al vroeg liet de speler weten open te staan voor de overstap en klopte Twente aan bij de club voor een transfer. Na afloop van de oefenwedstrijd tegen Vitesse Delft op 13 juli werd Fer door een 'supporter' van Feyenoord fysiek bedreigd. De man vertelde Fer dat hij moest bijtekenen. Als reactie hierop gaf Fer aan dat hij niet wilde bijtekenen bij Feyenoord en graag de overstap naar Twente wilde maken, omdat FC Twente naast aanvallend voetbal ook Europees voetbal speelt. Op 19 juli vond Fer een rouwkaart met zijn naam erop in zijn brievenbus. Fer overwoog om aangifte te doen bij de politie. De algemeen directeur van Feyenoord, Eric Gudde, sprak van 'een walgelijk incident dat niet hard genoeg kan worden veroordeeld'. Op 4 augustus leek een transfer naar FC Twente dichterbij. De Tukkers legden een bod van € 2.500.000 neer bij Feyenoord. Feyenoord wees dit eerste bod af. Feyenoord wees ook het tweede en derde bod af. Het derde bod bedroeg € 4 miljoen. Feyenoord verlangde echter minimaal € 5 miljoen.
Ondertussen begon Fer met Feyenoord aan de competitie. In zowel de thuiswedstrijd tegen Roda JC Kerkrade als de thuiswedstrijd tegen sc Heerenveen was hij trefzeker. Op 30 augustus bracht Twente een zogenoemd 'niet te weigeren' bod uit op Fer. FC Twente bood € 5.500.000 voor de speler. Een dag later accepteerde Feyenoord dit bod en vertrok Fer naar Enschede. De speler uit Zoetermeer speelde in totaal 126 wedstrijden voor Feyenoord waarin hij zestien keer wist te scoren.

### FC Twente
Fer tekende voor drie seizoenen met een optie voor een vierde bij FC Twente. Hij ging spelen met rugnummer 8. Direct in de eerste wedstrijd tegen Roda JC Kerkrade debuteerde Fer voor FC Twente. Coach Adriaanse had hem een basisplaats toebedeeld. Fer kon echter niet voorkomen dat Twente met 2-1 verloor. Op 26 oktober 2011 tegen SC Genemuiden scoorde Fer zijn eerste treffer voor FC Twente. Al na drie minuten zette hij de ploeg op voorsprong in een wedstrijd die uiteindelijk met 4-3 gewonnen werd. Een paar dagen later scoorde hij ook zijn eerste competitietreffer voor de club. In de topper tegen PSV bracht hij de ploegen in de slotfase weer op gelijke hoogte op aangeven van Ola John. In de wedstrijd die erop volgde tegen Odense BK was Fer wederom trefzeker als invaller. Weer op aangeven van John besliste hij de wedstrijd door de 3-2 binnen te koppen. Fer scoorde ook de 4-0 tegen De Graafschap in de daaropvolgende wedstrijd. Zo scoorde hij in vier opeenvolgende wedstrijden, waarvan de laatste drie als invaller. In totaal kwam Fer in zijn eerste seizoen bij FC Twente 39 duels in actie en scoorde daarin tien doelpunten. Zijn seizoenstotaal kwam daarmee op 43 officiële wedstrijden en twaalf doelpunten.
Het seizoen 2012/13 begon voor Fer met drie goals in de eerste vier wedstrijden. op 10 september raakte hij geblesseerd aan zijn knie, waardoor hij tot de winterstop niet meer mocht voetballen. In de winterstop kwam Fer rond met Everton, maar deze club blies de transfer af na de medische keuring.

### Norwich City
In de zomer van 2013 maakte Fer een transfer naar Norwich City waar hij met Ricky van Wolfswinkel een andere Nederlander aantrof. Hij degradeerde met die ploeg naar de Football League Championship.

### Queens Park Rangers
Na de degradatie met Norwich zocht Fer zijn heil bij het gepromoveerde Queens Park Rangers. Op zondag 10 mei 2015 degradeerde hij ook met die club uit de Premier League. Manchester City versloeg de hekkensluiter op die dag 6-0, waardoor degradatie een feit was. Amper een week later, op zaterdag 16 mei, bezorgde hij QPR de winst door van grote afstand zijn landgenoot Tim Krul te passeren in een competitieduel tegen Newcastle United (2-1).

### Swansea City
Vervolgens speelde hij enkele seizoenen voor Swansea City. Dit werd de derde club waarmee hij uit de Premier League degradeerde.

### Feyenoord
In de zomer van 2019 keerde Fer terug bij Feyenoord. Waar hij in eerste instantie alleen meetrainde, kreeg hij al snel een contract aangeboden. In eerste instantie voor één seizoen, met een optie voor nog een seizoen. Op 4 augustus 2019 startte hij in zijn eerste wedstrijd sinds zijn terugkeer, tegen Sparta Rotterdam. Op 22 augustus 2019 was hij voor het eerst trefzeker sinds zijn terugkomst. Hij maakte twee doelpunten tegen Hapoel Beër Sjeva. Met Feyenoord wist hij in zijn eerste seizoen na zijn terugkeer de finale van de KNVB beker te bereiken, die niet werd gespeeld wegens de coronapandemie. In de zomer van 2020 verlengde Fer zijn contract bij Feyenoord tot medio 2022. Nadat Feyenoord in het seizoen 2019/20 op de derde plaats eindigde, eindigde Feyenoord in het seizoen 2020/21 op de vijfde plaats van de Eredivisie. In dit seizoen scoorde Fer niet.

### Alanyaspor
Op 24 augustus 2021 tekende Fer een tweejarig contract bij Alanyaspor, nadat hij transfervrij overkwam van Feyenoord.

### Al-Nasr
In juli 2024 maakte Fer de overstap naar Al-Nasr SC om daar samen te gaan werken met trainer Alfred Schreuder. Zijn verblijf bij de club uit Dubai duurde slechts één seizoen. Tijdens dit seizoen kwam hij tot 26 optredens.

## Clubstatistieken
| Seizoen        | Club                | Competitie     | Competitie | Competitie | Beker | Beker | Internationaal | Internationaal | Overig | Overig | Totaal | Totaal |
| Seizoen        | Club                | Competitie     | Wed.       | Dlp.       | Wed.  | Dlp.  | Wed.           | Dlp.           | Wed.   | Dlp.   | Wed.   | Dlp.   |
| -------------- | ------------------- | -------------- | ---------- | ---------- | ----- | ----- | -------------- | -------------- | ------ | ------ | ------ | ------ |
| 2007/08        | Feyenoord           | Eredivisie     | 13         | 1          | 3     | 0     | —              | —              | —      | —      | 16     | 1      |
| 2008/09        | Feyenoord           | Eredivisie     | 32         | 6          | 2     | 0     | 6              | 0              | 2      | 0      | 42     | 6      |
| 2009/10        | Feyenoord           | Eredivisie     | 31         | 2          | 7     | 1     | —              | —              | —      | —      | 38     | 3      |
| 2010/11        | Feyenoord           | Eredivisie     | 23         | 3          | 1     | 0     | 2              | 1              | —      | —      | 26     | 4      |
| 2011/12        | Feyenoord           | Eredivisie     | 4          | 2          | 0     | 0     | —              | —              | —      | —      | 4      | 2      |
| Clubtotaal     | Clubtotaal          | Clubtotaal     | 103        | 14         | 13    | 1     | 8              | 1              | 2      | 0      | 126    | 16     |
| 2011/12        | FC Twente           | Eredivisie     | 26         | 8          | 2     | 1     | 9              | 1              | 2      | 0      | 39     | 10     |
| 2012/13        | FC Twente           | Eredivisie     | 30         | 5          | 0     | 0     | 8              | 6              | —      | —      | 38     | 11     |
| Clubtotaal     | Clubtotaal          | Clubtotaal     | 56         | 13         | 2     | 1     | 17             | 7              | 2      | 0      | 77     | 21     |
| 2013/14        | Norwich City        | Premier League | 29         | 3          | 3     | 1     | —              | —              | —      | —      | 32     | 4      |
| 2014/15        | Norwich City        | Championship   | 1          | 0          | 0     | 0     | —              | —              | —      | —      | 1      | 0      |
| Clubtotaal     | Clubtotaal          | Clubtotaal     | 30         | 3          | 3     | 1     | 0              | 0              | 0      | 0      | 33     | 4      |
| 2014/15        | Queens Park Rangers | Premier League | 29         | 6          | 2     | 0     | —              | —              | 1      | 0      | 32     | 6      |
| 2015/16        | Queens Park Rangers | Championship   | 19         | 2          | 0     | 0     | —              | —              | 0      | 0      | 19     | 2      |
| Clubtotaal     | Clubtotaal          | Clubtotaal     | 48         | 8          | 2     | 0     | 0              | 0              | 1      | 0      | 51     | 8      |
| 2015/16        | → Swansea City      | Premier League | 11         | 0          | 0     | 0     | —              | —              | 0      | 0      | 11     | 0      |
| 2016/17        | Swansea City        | Premier League | 34         | 6          | 3     | 0     | —              | —              | 0      | 0      | 37     | 6      |
| 2017/18        | Swansea City        | Premier League | 20         | 1          | 6     | 2     | —              | —              | 0      | 0      | 26     | 3      |
| 2018/19        | Swansea City        | Championship   | 25         | 1          | 2     | 0     | —              | —              | 0      | 0      | 27     | 1      |
| Clubtotaal     | Clubtotaal          | Clubtotaal     | 90         | 8          | 11    | 2     | 0              | 0              | 0      | 0      | 101    | 10     |
| 2019/20        | Feyenoord           | Eredivisie     | 23         | 2          | 3     | 1     | 8              | 2              | 0      | 0      | 34     | 5      |
| 2020/21        | Feyenoord           | Eredivisie     | 25         | 0          | 2     | 0     | 0              | 0              | 2      | 0      | 29     | 0      |
| 2021/22        | Feyenoord           | Eredivisie     | 1          | 0          | 0     | 0     | 4              | 0              | 0      | 0      | 5      | 0      |
| Clubtotaal     | Clubtotaal          | Clubtotaal     | 152        | 16         | 18    | 2     | 20             | 3              | 4      | 0      | 194    | 21     |
| 2021/22        | Alanyaspor          | Süper Lig      | 20         | 0          | 3     | 0     | 0              | 0              | 0      | 0      | 23     | 0      |
| 2022/23        | Alanyaspor          | Süper Lig      | 30         | 1          | 3     | 0     | 0              | 0              | 0      | 0      | 33     | 1      |
| 2023/24        | Alanyaspor          | Süper Lig      | 25         | 1          | 2     | 0     | 0              | 0              | 0      | 0      | 27     | 1      |
| Clubtotaal     | Clubtotaal          | Clubtotaal     | 75         | 2          | 8     | 0     | 0              | 0              | 0      | 0      | 83     | 2      |
| 2024/25        | Al-Nasr SC          | UAE Pro League | 23         | 1          | 3     | 0     | 0              | 0              | 0      | 0      | 26     | 1      |
| Carrièretotaal | Carrièretotaal      | Carrièretotaal | 474        | 51         | 47    | 6     | 37             | 10             | 7      | 0      | 565    | 67     |

Bijgewerkt t/m 2 juni 2025.

## Nederlands elftal
Nederland -17
Fer was in 2007 met Nederland onder de 17 jaar actief op het Jeugd-EK in België. Hij werd door bondscoach Albert Stuivenberg benoemd tot aanvoerder. Samen met getalenteerde spelers als Georginio Wijnaldum, Género Zeefuik en Daley Blind, wist Nederland te winnen van IJsland (3-0) en gelijk te spelen tegen België (2-2), maar verloor het 4-2 van Engeland, waardoor Nederland nipt bleef steken in de poulefase en zich hierdoor niet plaatste voor het Wereldkampioenschap onder de 17 jaar.
Nederland -19
Fer werd in december 2007 door bondscoach Van Zwam opgenomen in de selectie van Nederland -19 voor de oefeninterland tegen Schotland. Hierna volgende een serie EK-kwalificatiewedstrijden. Hoewel Fer scoorde tegen Rusland (2-2 gelijkspel), bleek dit voor Nederland niet voldoende om zich te plaatsen voor het EK onder de 19 jaar in Tsjechië. De nieuwe doelstelling van de ploeg was kwalificatie op het Jeugd-EK 2009 in Oekraïne. Samen met Duitsland -19 wist Nederland door Poule 6 van de kwalificatiepoule heen te komen. In het vervolg van de kwalificatie wist de ploeg zich echter niet voor het hoofdtoernooi te plaatsen.
Nederland B
Fer werd in maart 2009 door bondscoach Johan Neeskens opgenomen in de selectie van Nederland B. Voor de oefeninterlands tegen Italië en Duitsland. In de wedstrijd tegen Italië viel hij in. Het bleef bij die éne interland voor het B-elftal.
Jong Oranje
Voor Jong Oranje debuteerde Fer in een vriendschappelijke wedstrijd tegen Jong Engeland. Het duel eindigde in een doelpuntloos gelijkspel. Zelf werd hij in de rust gewisseld. Inmiddels werkte Fer zich op tot vaste waarde in het elftal van Cor Pot.
Met Jong Oranje nam Fer deel aan het EK –21 in Israël. Als invaller maakte Fer in de eerste groepswedstrijd tegen Jong Duitsland (uitslag 3-2) het winnende doelpunt door één minuut voor tijd een corner binnen te koppen. De tweede groepswedstrijd tegen Jong Rusland kwam Fer wederom als invaller in het veld.
Nationaal team
Fer debuteerde op 11 augustus 2010 in het Nederlands voetbalelftal in een oefeninterland tegen Oekraïne (1-1). Toenmalig bondscoach Bert van Marwijk gunde 22 van de 23 spelers van de selectie van het WK 2010 rust en selecteerde in plaats daarvan zeventien anderen, onder wie Fer. Hij werd op 13 mei 2014 door bondscoach Louis van Gaal in de voorselectie gezet voor het wereldkampioenschap voetbal. Hij behoorde ook tot de definitieve WK-selectie, die Van Gaal op 31 mei bekendmaakte. Quincy Promes, Tonny Trindade de Vilhena en Jean-Paul Boëtius waren de afvallers bij de middenvelders. Tijdens het WK scoorde Fer in de wedstrijd tegen Chili, vlak nadat hij was ingebracht voor Wesley Sneijder. 
Na een periode van zes jaar werd hij op 28 augustus 2020 weer opgeroepen voor Oranje.
| Interlands van Leroy Fer voor Nederland | Interlands van Leroy Fer voor Nederland | Interlands van Leroy Fer voor Nederland | Interlands van Leroy Fer voor Nederland | Interlands van Leroy Fer voor Nederland | Interlands van Leroy Fer voor Nederland |
| №                                       | Datum                                   | Wedstrijd                               | Uitslag                                 | Competitie                              | Goals                                   |
| Als speler van Feyenoord                | Als speler van Feyenoord                | Als speler van Feyenoord                | Als speler van Feyenoord                | Als speler van Feyenoord                | Als speler van Feyenoord                |
| --------------------------------------- | --------------------------------------- | --------------------------------------- | --------------------------------------- | --------------------------------------- | --------------------------------------- |
| 1                                       | 11 augustus 2010                        | Oekraïne – Nederland                    | 1 – 1                                   | Vriendschappelijk                       |                                         |
| Als speler van FC Twente                |                                         |                                         |                                         |                                         |                                         |
| 2                                       | 7 september 2012                        | Nederland – Turkije                     | 2 – 0                                   | Kwalificatie WK 2014                    |                                         |
| Als speler van Norwich City             |                                         |                                         |                                         |                                         |                                         |
| 3                                       | 11 oktober 2013                         | Nederland – Hongarije                   | 8 – 1                                   | Kwalificatie WK 2014                    |                                         |
| 4                                       | 15 oktober 2013                         | Turkije – Nederland                     | 0 – 2                                   | Kwalificatie WK 2014                    |                                         |
| 5                                       | 19 november 2013                        | Nederland – Colombia                    | 0 – 0                                   | Vriendschappelijk                       |                                         |
| 6                                       | 4 juni 2014                             | Nederland – Wales                       | 2 – 0                                   | Vriendschappelijk                       |                                         |
| 7                                       | 23 juni 2014                            | Nederland – Chili                       | 2 – 0                                   | WK 2014                                 | 77'                                     |
| Als speler van Queens Park Rangers      |                                         |                                         |                                         |                                         |                                         |
| 8                                       | 4 september 2014                        | Italië – Nederland                      | 2 – 0                                   | Vriendschappelijk                       |                                         |
| 9                                       | 10 oktober 2014                         | Nederland – Kazachstan                  | 3 – 1                                   | Kwalificatie EK 2016                    |                                         |
| 10                                      | 13 oktober 2014                         | IJsland – Nederland                     | 2 – 0                                   | Kwalificatie EK 2016                    |                                         |
| 11                                      | 12 november 2014                        | Nederland – Mexico                      | 2 – 3                                   | Vriendschappelijk                       |                                         |

Bijgewerkt op 12 november 2014.

## Erelijst
| Competitie                  | Winnaar (1ste) | Winnaar (1ste) | Finalist (2de) | Finalist (2de) | Derde  | Derde |
| Competitie                  | Aantal         | Jaren          | Aantal         | Jaren          | Aantal | Jaren |
| --------------------------- | -------------- | -------------- | -------------- | -------------- | ------ | ----- |
| Feyenoord                   |                |                |                |                |        |       |
| Johan Cruijff Schaal        |                |                | 1×             | 2008           |        |       |
| KNVB beker                  | 1×             | 2007/08        | 1×             | 2009/10        |        |       |
| Nederland                   |                |                |                |                |        |       |
| Wereldkampioenschap voetbal |                |                |                |                | 1×     | 2014  |

Individueel
- Rotterdams Talent van het Jaar: 2008

## Persoonlijk
Fer werd in Zoetermeer geboren als zoon van Curaçaose ouders en kleinzoon van een Surinaamse opa. Zijn andere opa was in het verleden actief als voetballer op Curaçao, maar niet op hoog niveau. Zijn vader was een fanatiek honkbal-speler. Fer heeft ook nog een jonger broertje die bij Feyenoord in de jeugd speelt. Patrick van Aanholt is een neef van hem.
Fer is Christelijk opgevoed: "In Zoetermeer gingen we elke dag naar de kerk. God gaf me mijn voetbaltalent. Ik dank hem daarvoor elke dag." Op zijn rechterbenedenarm heeft hij een tatoeage van een christelijk kruis met daarin de tekst: "In God I Trust".